# ゼノサーガ エピソードIII［ツァラトゥストラはかく語りき］
『ゼノサーガ エピソードIII［ツァラトゥストラはかく語りき］』（ゼノサーガ エピソード スリー ツァラトゥストラはかくかたりき）は、モノリスソフトが制作し、バンダイナムコゲームスが2006年7月6日に発売したPlayStation 2用ロールプレイングゲームである。ゼノサーガシリーズの第3作目にして完結編となる。
最終的にシオンが自立して旅立つまでの過程を描いている。人物の個々の物語の決着を見せることを主軸においた作品であるため、場や組織間の思惑、構想、対立などはほとんど説明されていない。エピソードIIの話の結末からエピソードIIIが始まるわけではなく、間にエピソードIIとエピソードIIIの橋渡し作品『ゼノサーガ エピソードII to III a missing year』が存在しており、エピソードIII内でも断片的にではあるが語られている。

## ストーリー
物語はグノーシス・テロ事件（a missing year～U.M.N.に封印されし真実の断片～）の数ヶ月後から始まる。
シオン・ウヅキはヴェクターとの決別を決意、U.M.N.に関する情報を手に入れるため反U.M.N組織スキエンティアと共にヴェクターS-Divisionに潜入する。その頃ヴェクターではT-elosが新たに開発され、KOS-MOSの破棄が正式に決定していた。
一方Jr.達は宇宙に浮かぶ謎の浮遊大陸レンヌ・ル・シャトーの調査に向かっていたが、オルムスとの戦闘中浮遊大陸が突然光を放ち、エルザが光の中に取り残されてしまう。エルザを救出するためKOS-MOSの第三種兵装を利用する事を提案するユリ・ミズラヒに従い、かつての仲間達と共にKOS-MOSを取り戻し、浮遊大陸へと向かうシオン。だがそこで彼女を待ち受けていたのは、触れることすら拒絶し続けた辛い過去の真実だった。

## 製作スタッフ
- ディレクター : 新井考
- 原案 : 高橋哲哉
- 脚本 : 米坂典彦
- 音楽 : 梶浦由記
- プロデューサー : 萩原智洋、岡本進一郎
- エグゼクティブプロデューサー : 杉浦博英、横山茂、石川祝男